# 神保町よしもと漫才劇場
神保町よしもと漫才劇場（じんぼうちょうよしもとまんざいげきじょう）は、東京都千代田区の神保町シアタービルの2階にある吉本興業の劇場。東京吉本に所属する若手芸人のネタライブおよびバトルライブを中心に開催している。

## 沿革
神保町花月をリニューアルするかたちで、2020年1月29日にオープン。
10年目以下の若手を育成する劇場として運営されてきたヨシモト∞ホールのコンセプトを受け継ぎ、東京吉本所属の若手のネタ育成に特化する劇場とした。
リニューアル当初より東京NSC19期以降が所属していたが、2025年4月に再びリニューアル。東京NSC24期以降の芸歴による翔メンバーと東京NSC23期以上の芸歴による極メンバーに分かれる、よしもと漫才劇場と同様のシステムとなった。また、同時に本劇場と渋谷よしもと漫才劇場（旧ヨシモト∞ホール）は所属メンバーが共通となり、極および翔のメンバーは渋谷・神保町両方の劇場に出演するようになった。

## 所属芸人
※2025年4月現在

### 極メンバー
- おしみんまる
- ツーナッカン
- かたつむり
- イチキップリン
- 大谷健太
- シマッシュレコード
- 小森園ひろし
- アイロンヘッド
- カーネーション
- シシガシラ
- たつろう
- とらふぐ
- デンゼル
- 光永
- カゲヤマ
- ダイタク
- いぬ
- シカゴ実業
- セッツァー
- 大自然
- デニス
- マルセイユ
- クロフネ
- スロッピ
- TEAM近藤
- 西村ヒロチョ
- 入間国際宣言
- カラタチ
- キンボシ
- kento fukaya
- サンシャイン
- スクールゾーン
- ダンビラムーチョ
- ニッポンの社長
- やさしいズ
- ゆにばーす
- 今井らいぱち
- 官兵衛
- 鶴亀
- ランパンプス
- 蛙亭
- くらげ
- さや香
- 滝音
- まちるだ
- まんじろう
- ワラバランス
- ケビンス
- シモリュウ
- そいつどいつ
- 田津原理音
- 紅しょうが
- ウォンバット
- スクラップス
- ドッチモドッチ
- ぱろぱろ
- からし蓮根
- 黄昏の森
- ラニーノーズ
- オダウエダ
- 素敵じゃないか
- スーパーサイズ・ミー
- 世間知らズ
- ドンデコルテ
- 赤嶺総理
- 11月のリサ
- おミュータンツ
- 鈴木バイダン
- 生ファラオ
- ぶったま
- ブラゴーリ
- ミカボ
- アメリカンBBチキン
- ペッパーGuys
- エバース
- エルフ
- おふろ
- オフローズ
- 9番街レトロ
- ド桜
- ネイチャーバーガー
- シンクロニシティ
- ソマオ・ミートボール
- 太鵬
- ナイチンゲールダンス
- 軟水
- ピュート
- マリーマリー
- めぞん
- プール
- アズーロ24
- まんぷくユナイテッド
- インテイク
- サンタモニカ
- 世界クジラ
- 鉄人小町
- ヨネダ2000

### 翔メンバー
- イチゴ
- 喫茶ムーン
- 金魚番長
- 狛犬
- しんや
- ゼロカラン
- 家族チャーハン
- シングシング
- 大王
- 定点計画
- 兄弟
- テキセツの街
- イワサキ
- クニサダ
- ザンゾウ
- DOG FOOD PARTY
- ひぐちこうめ
- ぺ
- アリハガ
- セカンドロット
- フジーズ
- ボブのコーラ
- エリー
- けいごステファニー
- 伝書鳩
- 居候
- シネマ特区
- 照山おうちごはん
- ナユタ

### かつて所属した芸人
- 令和ロマン - 2024年3月末日をもって卒業。神保町の卒業芸人第一号。
- ぼる塾 - 2025年3月末をもって卒業[2]。

## ランキングシステム

### グランドバトル
2020年2月から9月まで。
当初は、2月前半・後半、3月前半・後半のグランドバトルで1位になった4組をSクラスとし劇場の看板芸人にする予定だったが、新型コロナウイルスの影響により3月前半・後半のグランドバトルが中止となり、その後も未定となった。グランドバトルを再開できたのは8月。4組選出後、ランキングシステムの名称変更が行われた。
選出方法
- Sクラス - グランドバトルで1位になる
- Aクラス - グランドバトルに出場した組
- Bクラス - グランドバトルに出場する組を決めるバトルライブで5位以内に入った組
- Cクラス - それ以外

| 回 | 実施日        | コンビ名           |
| -- | ------------- | ------------------ |
| 1  | 2020年2月11日 | 令和ロマン         |
| 2  | 2020年2月26日 | ネイチャーバーガー |
| 3  | 2020年8月29日 | 9番街レトロ        |
| 4  | 2020年9月26日 | ぼる塾             |

### 花鳥風月
2020年10月から2021年3月まで。
ランキングシステム名を「花鳥風月」へと変更。それに伴い、クラス分けの呼び方も、Sクラスを「花」、Aクラスを「鳥」、Bクラスを「風」、Cクラスを「月」へと変更。また、今まで行っていた定期ライブ名も変更され、グランドバトル は「頂（いただき）」、バトルライブは「戦（いくさ）」、ネタライブは「錬（れん）」、ミックスライブは「宴（うたげ）」となった。
選出方法と特典
- 花クラス - 毎月開催のグランドバトルで1位になる。クラス降格はない。主催ライブ・企画ライブができ、ミックスライブ（神保町に属さない芸人の寄席）に優先的に出られる。
- 鳥クラス - 月3回のバトルライブにて作家票・社員票・客票による総合ポイントを集計。上位10組がグランドバトルに出場。ミックスライブに出演できる。
- 風クラス - 毎月のバトルライブにて上位10組を選出し鳥クラス下位5組との入れ替え戦に出場。
- 月クラス - ネタ時間2分のゴングショー形式ライブに出場。1分経過後審査員のNG判断で強制終了となり、2分間ネタをやりきった組と一番票数が多かった組に風クラス下位5組との入れ替え戦出場を決めるライブに参加できる。

| 回 | 実施日     | コンビ名             |
| -- | ---------- | -------------------- |
| 5  | 2020年10月 | ナイチンゲールダンス |
| 6  | 2020年11月 | ナミダバシ           |
| 7  | 2020年12月 | 素敵じゃないか       |
| 8  | 2021年1月  | 金魚番長             |
| 9  | 2021年2月  | ドンデコルテ         |
| 10 | 2021年3月  | 衝撃デリバリー       |

さようなら花鳥風月ライブ
2021年5月8日に神保町よしもと漫才劇場にて開催。MCはニューヨーク。
ニューヨーク Official Channelが、「神保町よしもと漫才劇場では花鳥風月のランクによって挨拶されるされないが決まるのではないか」との仮定に基づき問題提起した映像がきっかけとなり、神保町に所属する芸人がこぞって自身のSNS等で実情や反論を訴える運動が起こった。直後に劇場から花鳥風月システムを廃止するとの発表があったこともあり、運動の収束を図るため、花鳥風月問題を話し合うライブが行われた。
多くの劇場所属芸人、劇場支配人が出演した。配信チケットは最終的に7571枚を売り上げ、上半期エンタメオンラインイベント販売枚数ランキング5位を記録（2021年8月11日付）、神保町よしもと漫才劇場の転機になるライブとなった。

### Jimbochoグランプリ
2021年4月以降。
花鳥風月によるクラス分け制度を廃止し、2021年3月までに「花」と「鳥」クラスだった組を劇場所属メンバーとし、「風」と「月」クラスだった組をオーディションメンバーとした。
劇場所属メンバーは2ヶ月に一度行われるネタバトルライブ「Jimbochoグランプリ」に出場。作家票・社員票・客票による総合ポイントを集計し上位10組を決める。上位10組には旧Sクラス・花クラス同様の特典がある。
オーディションメンバーは2ヶ月に一度の入れ替え戦で劇場所属メンバーを目指す。オーデションメンバーのライブは神保町よしもと漫才劇場ではなく無限大ドームIIにて開催される（2022年5月までは駿河台下スタジオにて開催されていた）。

#### Jimbochoグランプリ総合順位
| 回 | 実施月 | 優勝                 | 2          | 3              | 4                           | 5                  | 6                                   | 7                         | 8                    | 9                             | 10                          |
| -- | ------ | -------------------- | ---------- | -------------- | --------------------------- | ------------------ | ----------------------------------- | ------------------------- | -------------------- | ----------------------------- | --------------------------- |
| 1  | 5月    | ナイチンゲールダンス | オフローズ | 衝撃デリバリー | ドンデコルテ                | ネイチャーバーガー | 令和ロマン                          | 9番街レトロ               | 三匹                 | サンタモニカ                  | ナミダバシ                  |
| 2  | 7月    | オフローズ           | エバース   | 素敵じゃないか | 令和ロマン                  | ナミダバシ         | 9番街レトロ                         | ヨネダ2000                | ブラゴーリ           | サンタモニカ                  | ドンデコルテ                |
| 3  | 9月    | オドるキネマ         | 金魚番長   | ナミダバシ     | 素敵じゃないか              | プール             | - ラタタッタ - ナイチンゲールダンス | —                         | スーパーサイズ・ミー | ネイチャーバーガー            | - サンタモニカ - 令和ロマン |
| 4  | 11月   | ドンデコルテ         | ナミダバシ | 令和ロマン     | - ブラゴーリ - オドるキネマ | —                  | ナイチンゲールダンス                | - ラタタッタ - ヨネダ2000 | —                    | - オダウエダ - 素敵じゃないか | —                           |

| 回 | 実施月 | 優勝           | 2                    | 3                    | 4            | 5                                   | 6                    | 7                    | 8            | 9                                     | 10                 |
| -- | ------ | -------------- | -------------------- | -------------------- | ------------ | ----------------------------------- | -------------------- | -------------------- | ------------ | ------------------------------------- | ------------------ |
| 5  | 1月    | 令和ロマン     | 9番街レトロ          | 軟水                 | エバース     | プール                              | 11月のリサ           | ドンデコルテ         | ラタタッタ   | オドるキネマ                          | 素敵じゃないか     |
| 6  | 3月    | プール         | 令和ロマン           | 軟水                 | ドンデコルテ | ヨネダ2000 金魚番長                 |                      | ナイチンゲールダンス | サンタモニカ | ミカボ                                | ネイチャーバーガー |
| 7  | 5月    | 素敵じゃないか | 11月のリサ           | プール               | 令和ロマン   | - ナイチンゲールダンス - オダウエダ | —                    | ドンデコルテ         | 金魚番長     | ラタタッタ                            | ヨネダ2000         |
| 8  | 7月    | ドンデコルテ   | 令和ロマン           | ラタタッタ           | ゴヤ         | エバース                            | ナイチンゲールダンス | 10億円               | サンタモニカ | - 軟水 - ネイチャーバーガー           | —                  |
| 9  | 9月    | ラタタッタ     | ナイチンゲールダンス | ネイチャーバーガー   | 令和ロマン   | 素敵じゃないか                      | シノブ               | ヨネダ2000           | エバース     | オドるキネマ                          | 11月のリサ         |
| 10 | 11月   | 令和ロマン     | 11月のリサ           | ナイチンゲールダンス | エバース     | 狛犬                                | ヨネダ2000           | 9番街レトロ          | インテイク   | - 素敵じゃないか - ネイチャーバーガー | —                  |

| 回 | 実施月 | 優勝                 | 2                    | 3          | 4                    | 5                  | 6                    | 7                                             | 8                  | 9                                 | 10                  |
| -- | ------ | -------------------- | -------------------- | ---------- | -------------------- | ------------------ | -------------------- | --------------------------------------------- | ------------------ | --------------------------------- | ------------------- |
| 11 | 1月    | ナイチンゲールダンス | 令和ロマン           | 狛犬       | インテイク           | ラタタッタ         | 軟水                 | 金魚番長                                      | オフローズ         | ネイチャーバーガー                | ヨネダ2000          |
| 12 | 3月    | 令和ロマン           | 11月のリサ           | ミカボ     | ナイチンゲールダンス | 狛犬               | プール               | - ドンデコルテ - 素敵じゃないか - 9番街レトロ | —                  | —                                 | エバース            |
| 13 | 5月    | ナイチンゲールダンス | 令和ロマン           | 11月のリサ | インテイク           | 素敵じゃないか     | 10億円               | 金魚番長                                      | ネイチャーバーガー | 9番街レトロ                       | ヨネダ2000          |
| 14 | 7月    | 金魚番長             | 令和ロマン           | エバース   | ミカボ               | 定点計画           | ナイチンゲールダンス | - ドンデコルテ - 9番街レトロ                  | —                  | 赤嶺総理                          | 軟水                |
| 15 | 9月    | 令和ロマン           | ナイチンゲールダンス | ヨネダ2000 | オフローズ           | ネイチャーバーガー | インテイク           | - 素敵じゃないか - プール                     | —                  | 11月のリサ                        | - エバース - 10億円 |
| 16 | 11月   | 令和ロマン           | ナイチンゲールダンス | エバース   | 軟水                 | イチゴ             | プール               | 素敵じゃないか                                | インテイク         | - 9番街レトロ - ミカボ - 金魚番長 | —                   |

| 回 | 実施月 | 優勝                 | 2                                 | 3                                                            | 4                    | 5              | 6              | 7              | 8                | 9                     | 10             |
| -- | ------ | -------------------- | --------------------------------- | ------------------------------------------------------------ | -------------------- | -------------- | -------------- | -------------- | ---------------- | --------------------- | -------------- |
| 17 | 1月    | 令和ロマン           | エバース                          | 家族チャーハン                                               | ナイチンゲールダンス | 金魚番長       | 軟水           | 素敵じゃないか | シンクロニシティ | - オダウエダ - イチゴ | —              |
| 18 | 3月    | エバース             | 令和ロマン                        | - 素敵じゃないか - ナイチンゲールダンス - ネイチャーバーガー | —                    | —              | 11月のリサ     | ブラゴーリ     | 9番街レトロ      | インテイク            | おミュータンツ |
| 19 | 5月    | エバース             | - ナイチンゲールダンス - 金魚番長 | —                                                            | 10億円               | ドンデコルテ   | 兄弟           | ミカボ         | 9番街レトロ      | ブラゴーリ            | 軟水           |
| 20 | 7月    | ナイチンゲールダンス | 金魚番長                          | プール                                                       | エバース             | イチゴ         | 軟水           | 9番街レトロ    | 素敵じゃないか   | ボブのコーラ          | 家族チャーハン |
| 21 | 9月    | ブラゴーリ           | イチゴ                            | ナイチンゲールダンス                                         | 世間知らズ           | 軟水           | ボブのコーラ   | エバース       | インテイク       | 兄弟                  | ゼロカラン     |
| 22 | 11月   | エバース             | ナイチンゲールダンス              | ブラゴーリ                                                   | 金魚番長             | 素敵じゃないか | 家族チャーハン | インテイク     | 9番街レトロ      | - オダウエダ - イチゴ | —              |

| 回 | 実施月 | 優勝     | 2        | 3          | 4                    | 5              | 6            | 7          | 8                    | 9                    | 10                   |
| -- | ------ | -------- | -------- | ---------- | -------------------- | -------------- | ------------ | ---------- | -------------------- | -------------------- | -------------------- |
| 23 | 1月    | 金魚番長 | エバース | イチゴ     | ナイチンゲールダンス | 素敵じゃないか | 9番街レトロ  | 伝書鳩     | ミカボ               | スーパーサイズ・ミー | 鉄人小町             |
| 24 | 3月    | イチゴ   | エバース | インテイク | 金魚番長             | 軟水           | ドンデコルテ | ヨネダ2000 | ナイチンゲールダンス | シンクロニシティ     | ソマオ・ミートボール |

## アクセス
出典：
- 都営地下鉄三田線・東京メトロ半蔵門線・都営地下鉄新宿線「神保町駅」から徒歩5分
- 東京メトロ千代田線「新御茶ノ水駅」から徒歩8分
- 東京メトロ丸ノ内線・JR中央線「御茶ノ水駅」から徒歩10分
- 東京メトロ東西線「竹橋駅」から徒歩10分